# Screenless (Сімпсони)
«Screenless» (укр. «Без екрану») — п'ятнадцята серія тридцять першого сезону мультсеріалу «Сімпсони», прем'єра якої відбулась 8 березня 2020 року у США на телеканалі «Fox».
Серія присвячена пам'яті письменника Джеймса Ліптона, який помер за шість днів до того у віці 93 років.

## Сюжет
Сім'я Сімпсонів дивиться телевізор. Коли Меґґі намагається привернути їхню увагу (Ганс Молеман застряг під впалим деревом у їхньому дворі), але марно. Ліса перемикає на «Дитячу мову жестів», шоу, що навчає немовлят жестовій мові. Наступного ранку вони виявляють, шоу скасували, тому родина намагається навчити Меґґі самостійно.
Коли Меґґі починає користуватися мовою жестів самостійно, Мардж в захваті та намагається розповісти родині про розвиток немовляти. Однак, решта незацікавлені, бо грають на своїх гаджетах. Мардж вирішує зупинити їх і всім (навіть їй самій) обмежує час користування пристроями до півгодини на тиждень. Коли Гомер, Барт і Ліса обманюють, змушуючи саркастичного чоловіка обнулити їх екранний час, Мардж повністю відбирає пристрої. Нудьгуючи, Гомер стає експертом в розгадуванні кросвордів на роботі, на шкільному дворі Барт грається використовуючи свою уяву, а Ліса заново відкриває для себе радість пошуку книг вручну, через каталог бібліотеки.
Тим часом Мардж не може знайти рецептів у своїх книгах і навіть не отримує допомоги від ресторану Луїджі. Коли сім'я повертається додому, вони знаходять її в її шафі зі смартфоном і ноутбуком, усвідомлюючи, що попри власну ж заборону, вона стала залежною. Зізнавшись, що у неї таки є проблема, вона записує себе та решту родини на місяць у центр лікування залежності від екранів.
Наступного дня вони прибувають до центру, який здається, що раєм. Власник, доктор Лунд показує, їм різні заходи. Вони починають зцілюватися, але довго тримати не можуть.
Залишаючи центр достроково, вони виявляють, що всі працівники користуються комп'ютерами, щоб відправляти спам-повідомлення через викрадені облікові записи пацієнтів. Крім того, сім'я підписала договір про нерозголошення, який також заважає їм мати можливість покинути центр.
Зрештою, вночі Сімпсони гуртуються і використовуючи для спілкування мову жестів рятуються та непомітно втікають з центру. Наступного дня доктора Лунда заарештовує поліція за його шахрайство.
У фінальній сцені доктор Лунд, з-за ґрат, пропонує допомогти шефу Віґґаму вилікуватись від харчової залежності.
У сцені під час титрів показано постери центрів лікування різних залежностей.

## Виробництво
Виконавчий продюсер серії Ел Джін заявив, що знімальна група серії використовувала справжню жестову мову і «була дуже точною».

## Ставлення критиків і глядачів
Під час прем'єри серію переглянули 1,63 млн осіб з рейтингом 0.5, що зробило її найпопулярнішим шоу на каналі «Fox» тієї ночі.
Денніс Перкінс з «The A.V. Club» дав серії оцінку B, сказавши, що «на жаль, недостатньо того, щоб порекомендувати серію, оскільки індивідуальні подорожі Сімпсонів через пекло відмови від Інтернету є короткочасними та незадовільними», однак йому сподобався «милий короткий монтаж з проблиском Гомера Дж. Сімпсона, який розпізнає якийсь прихований талант у собі…»
Тоні Сокол з «Den of Geek» дав серії три з половиною з п'яти зірок, сказавши:
|  | Серія — приємна, оскільки вона обіцяє, що сім'ї можуть перебувати в одній кімнаті одна з одною і залишатися разом. Сімпсони продовжують вирішувати сучасніші проблеми, навіть якщо вони відстають на сезон чи два. Вони продовжують доводити до абсурду соціальні проблеми. Уявіть, що технологічний магнат на мільярд доларів [після перегляду серії] почувається винним за використання технологій, що порушують сон… |

Згідно з голосуванням на сайті The NoHomers Club більшість фанатів оцінили серію на 3/5 із середньою оцінкою 2,96/5.